# Charlie och Lola
Charlie och Lola är ett brittiskt barnprogram som visas på SVT. Programmet baseras på böckerna om "Charlie and Lola" av Lauren Child.